# Центральна вулиця (Дніпро)
Центральна вулиця — одна з чільних вулиць міста Дніпра, одна з давніх вулиць місцевості — Половиці у середмісті. Розташована у Шевченківському адміністративному районі Дніпра.
Вулиця пряма й рівнинна, бере початок від вулиці В'ячеслава Липинського та прямує на північний захід до вулиці Володимира Мономаха. Довжина вулиці — 300 м.

## Історія

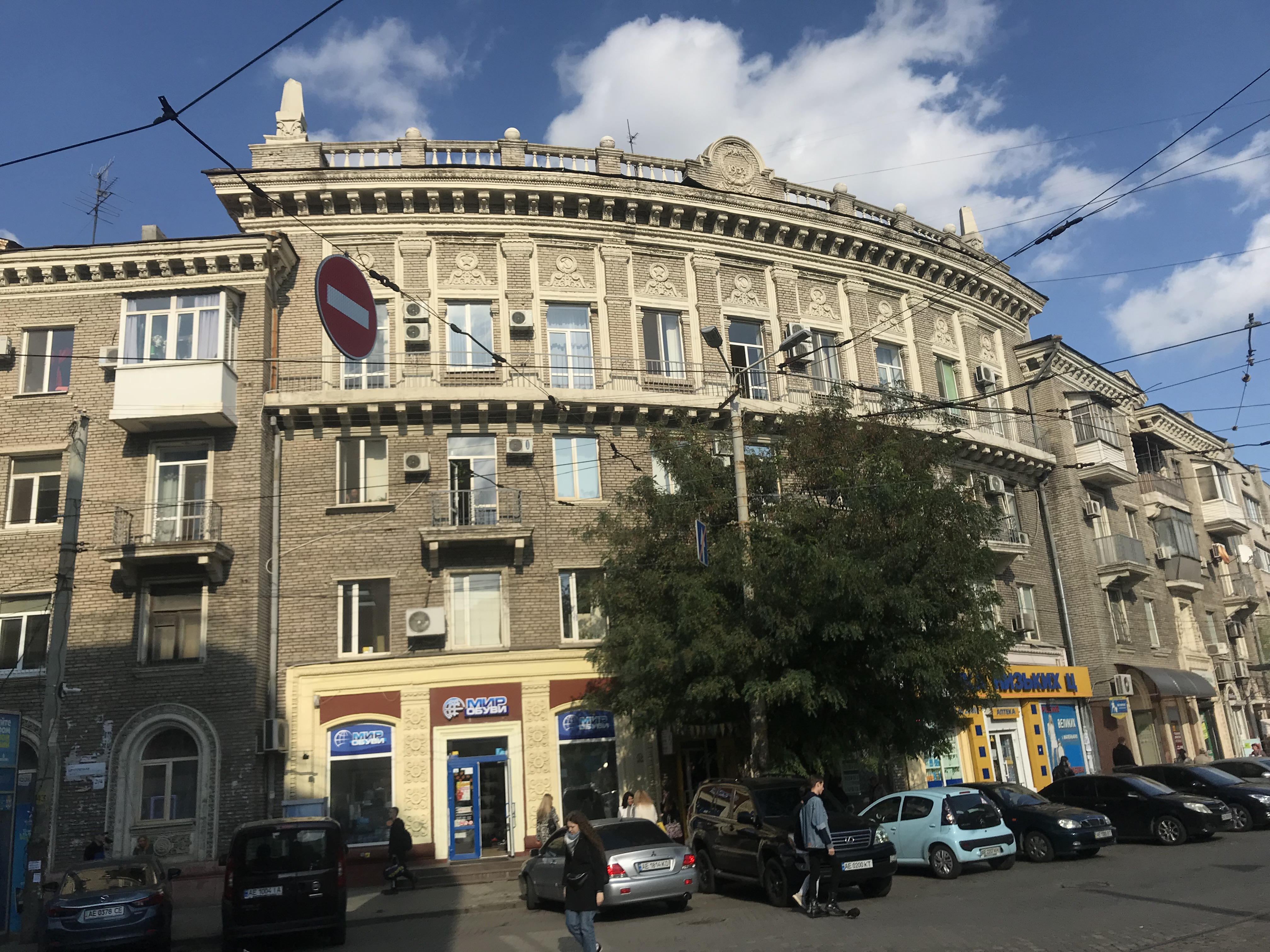
4-поверховий будинок на Центральній вулиці 2/4 на розі вулиці В'ячеслава Липинського

На планах забудови міста 1792-1793-х років тут вже позначена вулиця, що слугувала північно-східною межею площі. На проєктованій площі з однієї сторони повстав базар (де тепер ЦУМ), а з іншої — ряди гостинного двору (там де тепер Пасаж). Тоді вулиця відділяла торгові ряди від домоволодінь.
На куту Центральної і Залізної вулиці (тепер Європейського бульвару) караїмська громада звела кенасу, що була знесена вже радянською владою.
Приблизно в 1883—1885 роках міський голова й купець Петро Васильович Кулабухов створив двухквартальний бульвар по «площі Гостиного двору» перед своїм 2-поверховим будинком (тепер Центральна вулиця, 6). Спочатку сквер назвали Кулабуховським, потім Новим сквером (1885 рік) й нарешті — Центральним сквером. Після чого й всю площу почали йменувати Центральною (1898 рік).
Торговий базарний бульвар між Катерининським проспектом й сучасною Центральною вулицею було забудовано двоповерховими торговими приміщеннями, лавками й дерев'яними лабазами. На розі проспекту й Торгової вулиці (тепер В'ячеслава Липинського) до 10-річчя Жовтневого перевороту було зведено перший міський універмаг у 3 поверхи — «Пайторг». За Голодомору він називався «Торгзін», де можна було придбати поживу за іноземну валюту або коштовності. За проєктом Олександра Красносельського 1938 року на північному боці Центрального скверу зведено 4-поверховий «Центральний універсальний магазин» (ЦУМ) з торговою площею 3600 кв. метрів та 1939 року до «Пайторгу» добудовано — «Дитячий світ». У війну будівля «Пайторгу» була зруйнована.
Для створення єдиного ансамблю площі Леніна, після війни вибудовується перпендикулярна вісь до проспекту Карла Маркса від проспекта до Дніпра, від пам'ятника Леніну й будівлі Міністерства Чорної металургії УРСР. Щоб врівноважити будівлі ЦУМу й Дитячого світу" з протилежних сторін, до «Дитячого світу» у 1957—1959 роках був добудований за проєктом архітектора С. Тульчинського «Центральний» готель, створена мікро-площа 150 м на 150 м зі спорудженим вже у 1970-х роках фонтаном посередині, що став центральним улюбленим місцем для містян для призначення зустрічей та побачень.
Будівля ЦУМу реконструювалася й добудовувалася у 1970-х роках, а будівля Дитячого Світу — за проєктом архітекторки Е. Давидової у 1987-го року (добудована частина на вулиці Ширшова на місці зруйнованого у війну «Пайторгу»). 2002 року з північно-західної сторони ЦУМу додали скляну «Ротонду».
Магазини ЦУМ і Дитячий світ (у 2005 році) опинилися у власності Геннадія Корбана й Бориса Філатова. Вони домоглися зносу пам'ятника архітектури «Дитячий світ» і «Центрального» готелю (заклади припинили роботу 2007 року) 2008 року, й будівництва на їх місці 2011 року за проєктом архітектурної фірми Олександра Дольника 5-поверхового Торгового центру «Пасаж», Між зведеним Пасажем і ЦУМом зник улюблений містянами фонтан, що існував з середини 1970-х років як градирня ЦУМу потреба у охолодженні якого зникла після його реконструкції у 2003—2008 роках. На місці фонтану влаштували платну французьку карусель.

## Будівлі

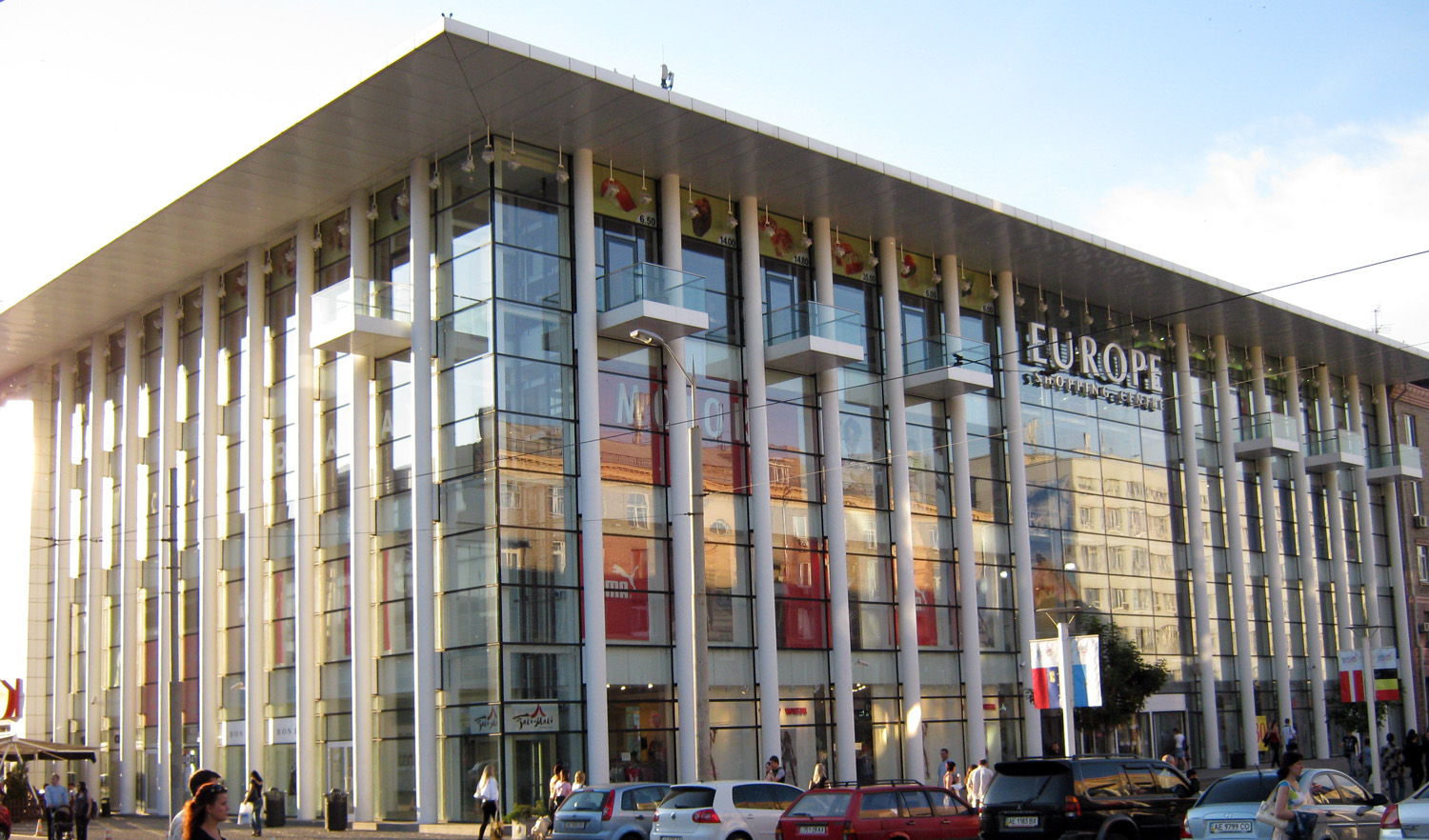
Буділя ТЦ «Європа» зведена на місці катеринославського готелю «Італія» на Центральній вулиці, 10. Лівий фасад звернений на Центральну вулицю

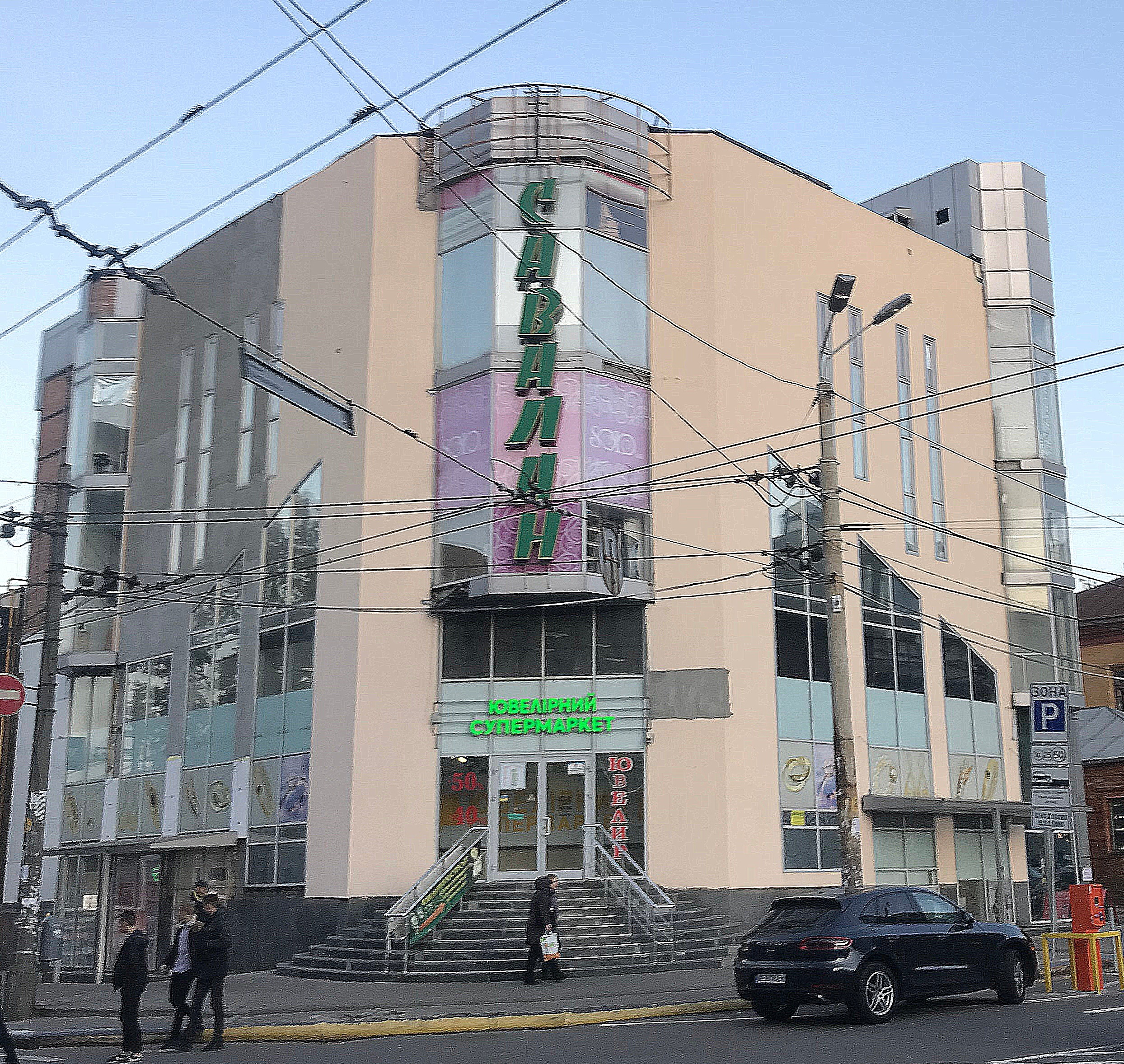
Центральна вулиця, 20 на розі з вулицею Володимира Мономаха

Ліва сторона вулиці має будівлі універмагів «Пасаж» і ЦУМ, що пронумеровані на проспекті Яворницького.
- № 6  — «Будинок Кулабухова» — перша катеринославська будівля на цьому місці вже існує на плані 1792 року, він займав весь фронт кварталу й був один з найбільших у місті; згорів у спустошливій міській пожежі 1855 року, коли були втрачені евакуйовані у місто за Кримської війни скарби Керченського археологічного музею. На його місці зведено 2-поверховий кам'яний на високому цоколі будинок купцом Василем Кулабуховим. Будинок Кулабузова зведено на ділянці №  22 у 1-й поліцейській частині міста. Будинок було вспадковано його сином, купцем 2-ї гільдії Петром Кулабуховим (…-1894), що у 1865—1894 роках був Гласним Міської Думи Катеринослава й у 1877—1885 роках був міським головою Катеринослава. Наслідники продали маєток у 1886 році караїмському купцеві Іллі Осиповичу Джигіту, який володів ним до 1908 року. У 1890-х роках він звів великий кам'яний 2-поверховий амбар, що до 1910-х років був складом Петербурзького банка. У 1910-х роках маєток (тоді Центральна, 3) використовувався як комерційний готель, типографія Когона, меблевий магазин «Н. Є. Ноткін і Родина», кафельний магазин Копеліовича, ряд майстерень. За Першої світової війни тут розташовувався центральний продуктовий склад Земської спілки. З приходом до влади більшовиків тут розмістилися ФЗУ Швейпрому й склад № 1 Губцерабкоопу, який було пограбовано 1925 року на 100 тисяч карбованців. Зі скасуванням НЕПу будинок став житловим. 1943 року від будинку залишилися лише стіни. Його було відновлено у 1945—1946 роках з надбудованим 3-м поверхом. Тут розмістився «Снабчормет» і згодом Дніпропетровське обленерго.[9]Центральна вулиця, 20 на розі з вулицею Володимира Мономаха
- № 10  — двоповерхова будівля колишнього катеринославського готелю «Італія», що стояла на розі Центральної вулиці й сучасного Європейського бульвару; знесена для спорудження за проектом Олександра Дольника й Сергія Філімонова у 2004—2005 роках торговельного центру «Європа», що належить інвестиційній групі Корбана-Філатова;[10]
- № 12 — одноповерховий на високому цокольному поверсі катеринославський садибний будинок займає відділення ОТП-банку ; у дворі реконструйована будівля - пам'ятка архітектури:
- № 14 — 2-поверховий будинок катеринославського садибного типу;
- № 20  — 4-поверховий з цокольним поверхом Торговельний центр «Савалан», у якому торгують ювелірними виробами, було зведено на місці проєктованого виходу зі станції метро «Центральна»

## Перехресні вулиці
- вулиця В'ячеслава Липинського,
- Європейський бульвар,
- вулиця Володимира Мономаха,

## Транспорт
- Вулицею проходить трамвайна колія марщруту №1. Вулицею припинено наскрізний автомобільний рух.